# Aleksej Ivanov
Aleksej Vladimirovič Ivanov (in russo Алексей Владимирович Иванов?; Saratov, 1º settembre 1981) è un ex calciatore russo, di ruolo centrocampista.

## Carriera
Ha giocato nella prima divisione russa.

## Palmarès

### Club

#### Competizioni nazionali
- Pervenstvo Futbol'noj Nacional'noj Ligi: 1

Morodivja: 2013-2014